# 드와이트 왈도
클리퍼드 드와이트 왈도(Clifford Dwight Waldo, 1913년 9월 28일 – 2000년 10월 27일)는 미국의 정치학자였으며 아마도 현대 행정학의 중요한 인물일 것이다. 관료 정부 이론에 대한 공헌으로 전 세계적으로 인정받은 왈도는 중요한 정치학자 중 한 사람으로 자리를 잡았다.
네브래스카주 드윗에서 태어나 지역 웨슬리안 칼리지에서 처음 교육을 받은 다음 네브래스카 사범학교에서 교사로 교육을 받은 왈도는 결국 네브래스카 대학교 (MA)와 예일 대학교 (PhD)에서 정치 이론 교육을 받았다.
그는 행정학 분야에서 학문의 미래를 형성하게 되었다.  그의 예일대 논문은 제2차 세계대전 중 공직 후 고전으로 재작성되었다. 1948년에 출판된 The Administrative State라는 공공 행정의 고전에서, 왈도는 정부를 보다 효율적이고 효과적으로 만들겠다고 약속한 가치 없는 비당파적 사회 과학으로서의 공공 행정에 대한 주류 학자들의 견해에 도전했다. "효율성" 자체가 하나의 가치이며, 거버넌스에 대한 민주적 참여와 같은 다른 가치와 상반될 수 있다는 것이다.
왈도는 또한 제2차 세계대전 직후 관료제의 본질에 관해 허버트 사이먼과 나눈 논쟁으로도 유명하다. 결국 그는 캘리포니아 대학교 버클리, 시러큐스 대학교 및 버지니아 공과대학교에서 가르쳤으며 그곳에서 미래의 많은 학자들에게 영향을 미쳤다.